# Herman Braun Vega
Germán Braun Vega, conocido artísticamente como Herman Braun Vega (Lima, 7 de julio de 1933-París, 2 de abril de 2019) fue un pintor y artista peruano.
Aunque su obra siempre ha sido figurativa, fue al principio (antes de 1970) cercana a la abstracción. Su trayectoria dio un giro decisivo cuando se trasladó definitivamente a París en 1968. En contacto con las obras de los grandes maestros de la pintura, Braun-Vega desarrolló el arte de la citación pictórica. Decidió no limitar su pintura a una investigación estética, sino adoptar un lenguaje pictórico claro y accesible a los no especialistas, aunque sus obras presenten a menudo varios niveles de lectura. Su pintura, enriquecida con referencias a la historia del arte, presenta a menudo personajes, paisajes, frutas y verduras de su Perú natal. Afirma su origen mestizo a través de una obra sincrética, a menudo muy colorida y salpicada de mensajes políticos, sobre todo pegando o pintando recortes de prensa. Para algunos, su trabajo es indisociable de cierto compromiso. Braun-Vega, que se había marcado la línea de conducta de no pintar para no decir nada, se definía más bien como un testigo que quiere activar la memoria del espectador. Su producción artística se inscribe en las tendencias de la nueva figuración y la figuración narrativa.

## Biografía

### Familia
Su padre, Francisco Braun Weisbrod, era judío, nacido en 1902 bajo el Imperio austrohúngaro, en la ciudad de Stuhlweissenberg (Székesfehérvár), en la actualidad en territorio húngaro. Su madre, Armida Vega Noriega, había nacido en Iquitos, capital de la Amazonia peruana.
Herman Braun Vega nació en Lima. Su hermano mayor, Max (Fernando Vega), nació en febrero de 1932. Después de Herman nacieron otros tres hermanos: Berti (arquitecto y urbanista), Álex (diseñador) y Aurora (pintora y dibujante). Su origen mestizo desempeñó un papel importante en su obra. 
Su padre compraba reproducciones en París y las hacía enmarcar en Perú.

### Educación

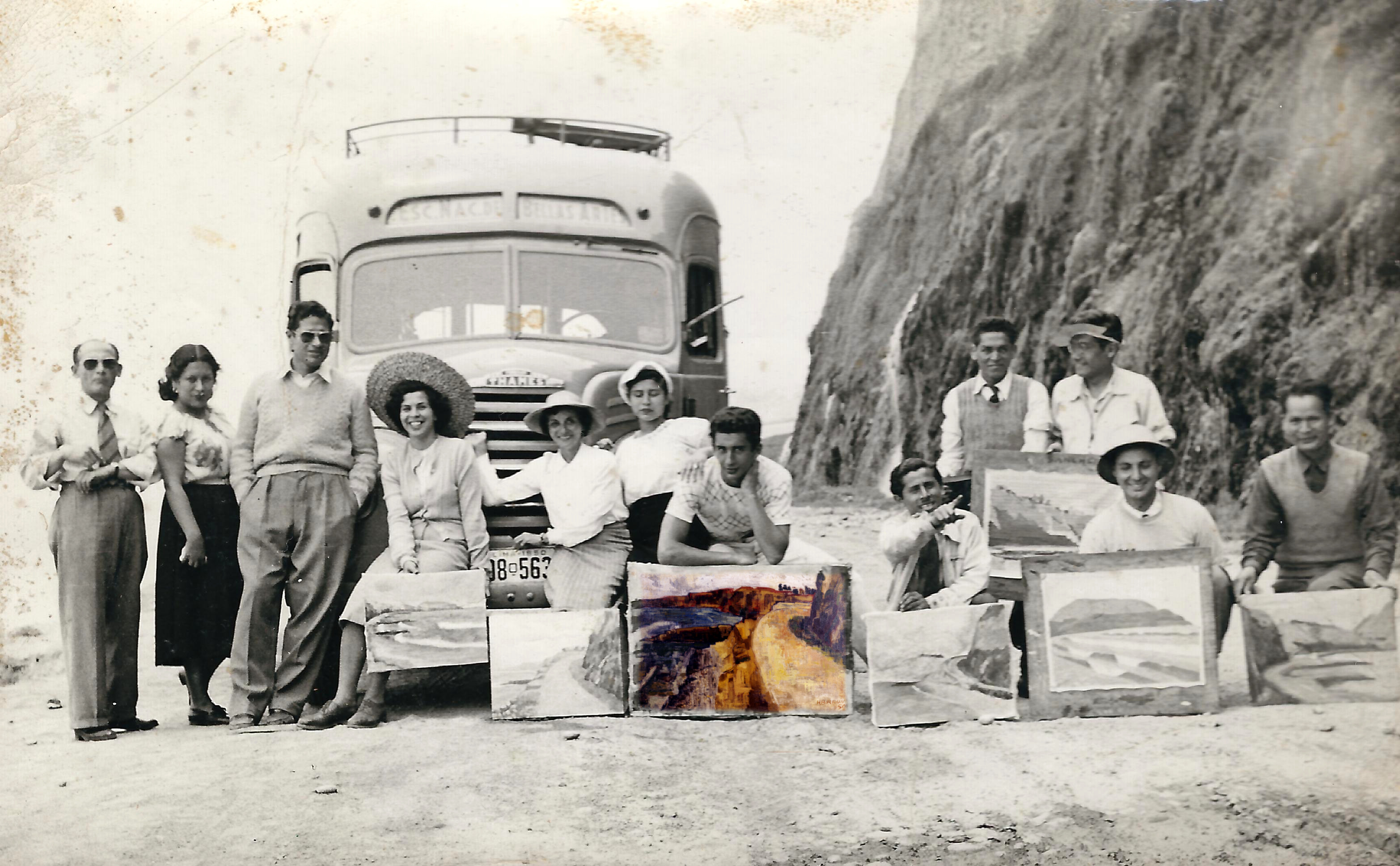
En 1950, delante del autobús de la Escuela Nacional de Bellas Artes de Lima, entre los alumnos de su clase, Herman Braun-Vega posa con su pintura La bajada de Chorillos.

En 1950, Herman fue alumno de Carlos Quizpez Asín en la Escuela de Bellas Artes de Lima, en la que estudió durante un año y medio. A comienzos de 1951, su hermano Max (19) ―que firmaba Fernando Vega―, decidió viajar a París para ser pintor. A fines de ese año (1951), Herman, con solo 18 años también se mudó a París para ser pintor. 
Presentado por su hermano al poeta Jean Sénac, se sumergió en el ambiente artístico parisino de forma privilegiada como residente del Hôtel du Vieux-Colombier, dirigido entonces por Maria Manton y Louis Nallard. En París tuvo la primera oportunidad de ver obras originales de grandes maestros que hasta entonces sólo había conocido a través de reproducciones. A partir de entonces, continuó su formación como autodidacta, en contacto con otros artistas, y estudiando las obras de los grandes maestros de la pintura en los museos.

### Lima-París
En octubre de 1952 nació su hijo Eric, fruto de un romance temporal con una joven francesa, Camille Mülder, modelo del fotógrafo Albert Monier, que frecuentaba Saint-Germain-des-Prés. A continuación, Herman tuvo que abandonar la pintura y dedicarse al diseño de interiores. 
Trabajó para Jean Royère, para quien se encargó de abrir una agencia de decoración en Perú. En 1955, llevando consigo a su hijo,  regresó a Lima, donde abrió una agencia junto al arquitecto Juan Gunther. Pero pronto, a pesar del éxito del negocio, sintió la necesidad de volver a pintar. En 1965, su hermano Fernando (Max) falleció en Ibiza de una sobredosis de heroína.  En Lima, conoció a Nicole Boussel, una joven madre de dos niños rubios. La familia mixta que formó con su hijo, Nicole y sus dos hijos sería una fuente de inspiración recurrente entre los años 1963-1966.

### Un peruano en París
Pero fue solo con su hijo que volvió a vivir en París en noviembre de 1967. Allí conoció a Lisbeth Schaudinn, una joven funcionaria alemana de la UNESCO, que se convertiría en la mujer de su vida. Fue con ella con quien, en 1968, mientras visitaba el Museo Picasso de Barcelona, descubrió la serie que el maestro había dedicado a las meninas de Velázquez. Este descubrimiento marcó un punto de inflexión decisivo en su obra. Lisbeth, su esposa y modelo, proporcionó a Herman el apoyo logístico que le permitió dedicarse por completo a su arte. Mientras vivía en París, no olvidó Perú e hizo muchos viajes de ida y vuelta a Lima. La prensa peruana se interesó pronto por el éxito de este compatriota entre la crítica parisina. Expuso en París, Lima, Nueva York, Bruselas... En los años 70, de exposición en exposición, desarrolló nuevas técnicas y nuevos temas que enriquecerían sus futuras obras. Viajó mucho y sus viajes de vuelta a Perú fueron tan frecuentes que se hizo construir una casa. A partir de los años 80, su obra se asemeja a su vida, dividida entre la cultura europea y sus orígenes latinoamericanos.

### Arcueil
En 1999, cansado de hacer viajes diarios de ida y vuelta entre su piso de la rue des Apennins y su estudio en Saint-Denis, decidió venderlo todo y comprar una antigua fábrica en Arcueil, no lejos de la casa de su amigo Antonio Segui y del estudio de su amigo Vladimir Velickovic, que transformó para albergar tanto su residencia como su estudio. A pesar de la envergadura del proyecto, cuya arquitectura diseñó, el ritmo de su producción artística no disminuyó. Pero tuvo entonces problemas de salud. En 2009, su esposa Lisbeth falleció por enfermedad. Tras este doloroso episodio, acabó encontrando una compañera mucho más joven, Violette Wojcik, una entusiasta admiradora, a la que se le diagnosticó leucemia sólo unos meses después de su encuentro. En 2014, él mismo sufrió la enfermedad de Parkinson y completó con dolor sus últimos cuadros. Devastado por la pérdida de Violette en 2016, su salud no le permitió asistir al funeral. A pesar de ello, se mostró decidido y dijo que tenía en mente su próximo cuadro, pero que no volvería a pintar hasta su muerte el 2 de abril de 2019.

## Obra

### El primer periodo (1949-1968), entre Lima y París.

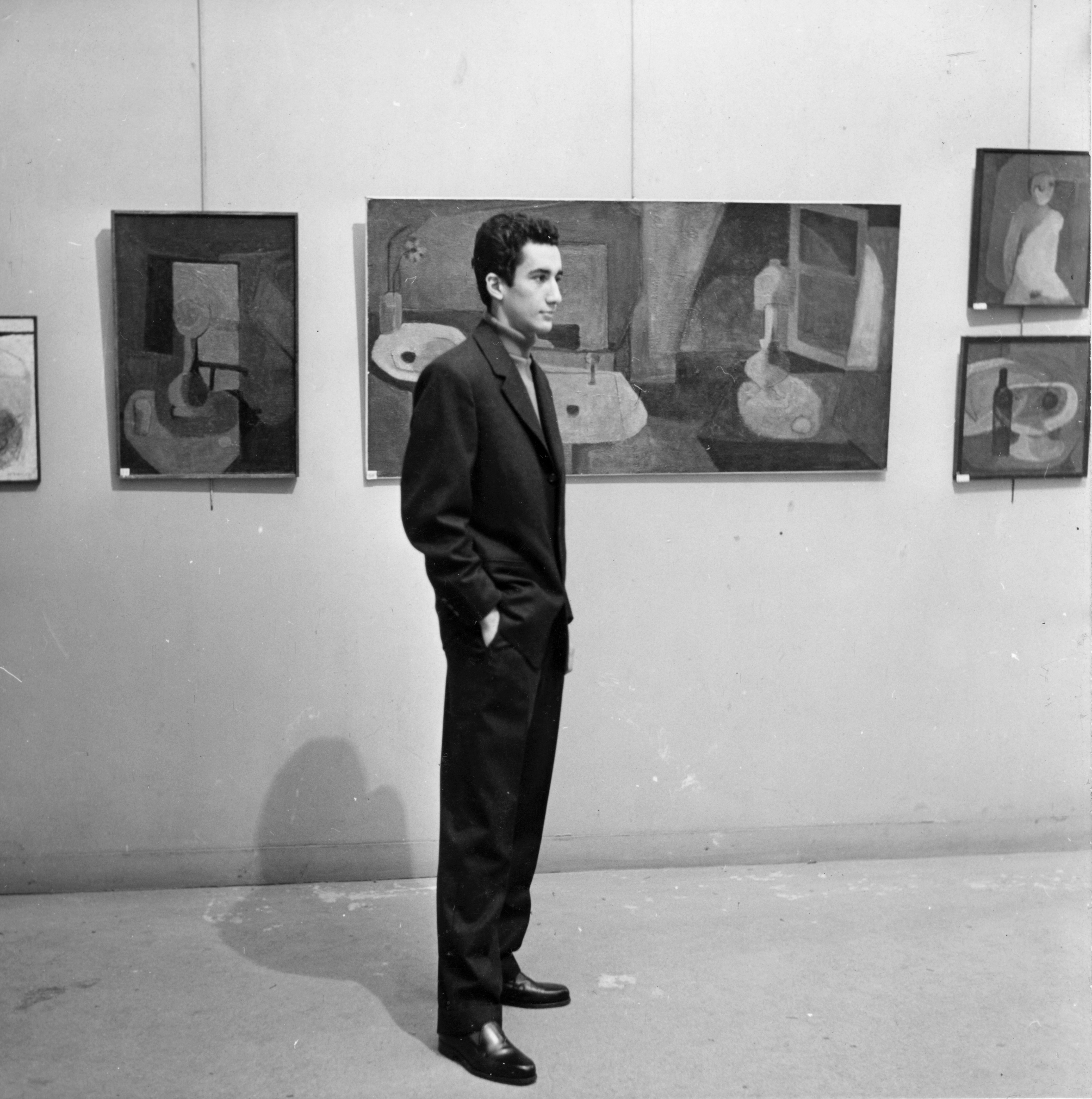
Herman Braun-Vega en el Salón de Otoño de 1952 en París

#### Figuración abstracta
El joven Herman Braun pintaba integrando perfectamente las lecciones del arte moderno y se nutría de ciertos movimientos como el cubismo (Naturaleza muerta con botella de tinto, 1949) y el impresionismo (Platanales, 1951), que lo alejaban de cualquier tentación de representación fotográfica. Hay huellas de su primera estancia en París en su obra (La Seine, 1952). Pero la mayor parte de la obra de este periodo se produjo en Lima a partir de 1963. Muy pronto adoptó una técnica muy gestual y libre. Tan libre que su figuración lindaba con la abstracción (Bodegón con candelabro, 1960; La jaula, 1963). Pero pronto las consideraciones puramente estéticas (Palomas en vuelo, 1963) dejaron de ser suficientes para él; también necesitaba expresarse a través de su pintura.

#### Pintura parlante
De este modo, a veces daba voz a algunos de sus personajes (Adán y Eva, 1965; Encuentro en el campo, 1965), o recortaba su pintura en recuadros a modo de cómic para insertar un contenido narrativo (El artista y su modelo, 1968).
En 1966, pintó un desgarrador retrato de su hermano Max, el pintor Fernando Vega, que murió repentinamente en Ibiza a los 33 años de un ataque al corazón por una sobredosis . El rostro de su hermano está enmarcado, en letras grandes, por las palabras "MI HERMANO MAX". La irregularidad de estas letras y las pinceladas que componen el retrato revelan el movimiento de la ira. En la zona del corazón, una lágrima contiene las letras del lugar del drama: IBIZA. Si este cuadro sigue siendo singular en la emoción que expresa, es particularmente representativo de una pintura ardiente y vigorosa, llevada por la emoción, guiada por la intuición. Pero también es un cuadro que habla, que propone un testimonio (en este caso, de un drama personal).
Al hacer hablar a su pintura, también revela un humor muy personal. Así, en su versión de la Anunciación (La anunciación, 1966), el ángel Gabriel pregunta "¿Eres virgen?”y María responde "Todavía no".
El efecto narrativo obtenido al dividir su cuadro en cuadrados (La mort d'un pompier, 1969), también se consigue al realizar un políptico (Bodegón, 1967) en el que cada panel corresponde a un cuadrado de un cómic. En mayo de 1968, realiza un tríptico (Liberté ? Égalité ? Fraternité ?) que, por primera vez en su obra, relata un acontecimiento actual de su tiempo.

### La apropiación de los grandes maestros de la pintura (1968-1978)
En junio de 1992, en una entrevista con Eduardo Arroyo y Jorge Semprún, Braun-Vega declaró: "Picasso es mi padre, me hizo lo que soy. Velázquez es mi maestro, me formó como pintor". De hecho, es a Picasso a quien debe la gran metamorfosis que comenzó en su obra a partir de 1968 y que culminó a principios de los años ochenta. Lo explica así: "Hacer mía la obra de otros es la gran lección que me dio Picasso". Y fue precisamente cuando descubrió la serie de las Meninas en el Museo Picasso de Barcelona, en 1968, cuando se dio cuenta de que no había que tener miedo a apropiarse de la obra de otros.

#### La serie Velázquez (1968)

Las Meninas de Velázquez son el tema de la serie Velázquez al desnudo acompañada de Las Meninas de Herman Braun.

Por consiguiente, a su regreso a París, desafiándose a sí mismo, ejecutó en dos meses y medio, como Picasso (pero sin imitarlo), una serie de cuadros titulada "Velázquez desnudo acompañado de las meninas en cincuenta y tres cuadros”. Se trata de un estudio cinematográfico ("una especie de dibujo animado") con vívidas luces laterales y colores contrastados, de los momentos que supuestamente precedieron a la colocación de los personajes en la pose del famoso cuadro de Velázquez. Herman Braun utilizó la técnica del políptico que había experimentado en años anteriores para obtener el efecto narrativo deseado. Expone en París en La galerie 9. Los críticos parisinos están seducidos. Claude Bouyeure, para la Galerie des Arts, juzga el "Ejercicio de estilo exitoso". Suzanne TENAND, para la Tribune des Nations, vio "cuadros llenos de espíritu, entusiasmo y talento". Paule GAUTHIER, para Lettres Françaises, sigue "confundida por la precisión del sistema de Braun". Jean-Jacques LEVEQUE, en Les Nouvelles Littéraires, ve en ella la prueba "de que todavía es posible un gran futuro para la 'superficie pintada'" y saluda, en el nuevo periódico, "un asombroso virtuosismo en la perspectiva de la puesta en página y la animación propia de la figuración narrativa". Carold Cutler, del Herald Tribune, señala "Una actuación impresionante". Frédéric Megret, Le Figaro Littéraire encuentra al "pintor cautivador". Monique Dittière, L'Aurore, saluda "una gran audacia" y una apuesta "ganada". Philippe CALONI, de Combat, resume "Sobre el contenido, gran inteligencia. Sobre la forma, dominio perfecto". El principal políptico de la serie, compuesto por 17 paneles, se expone en el Museo de Antioquia, en Medellín, Colombia, en la colección Coltejer.

#### Picasso y Manet (1969-1970)

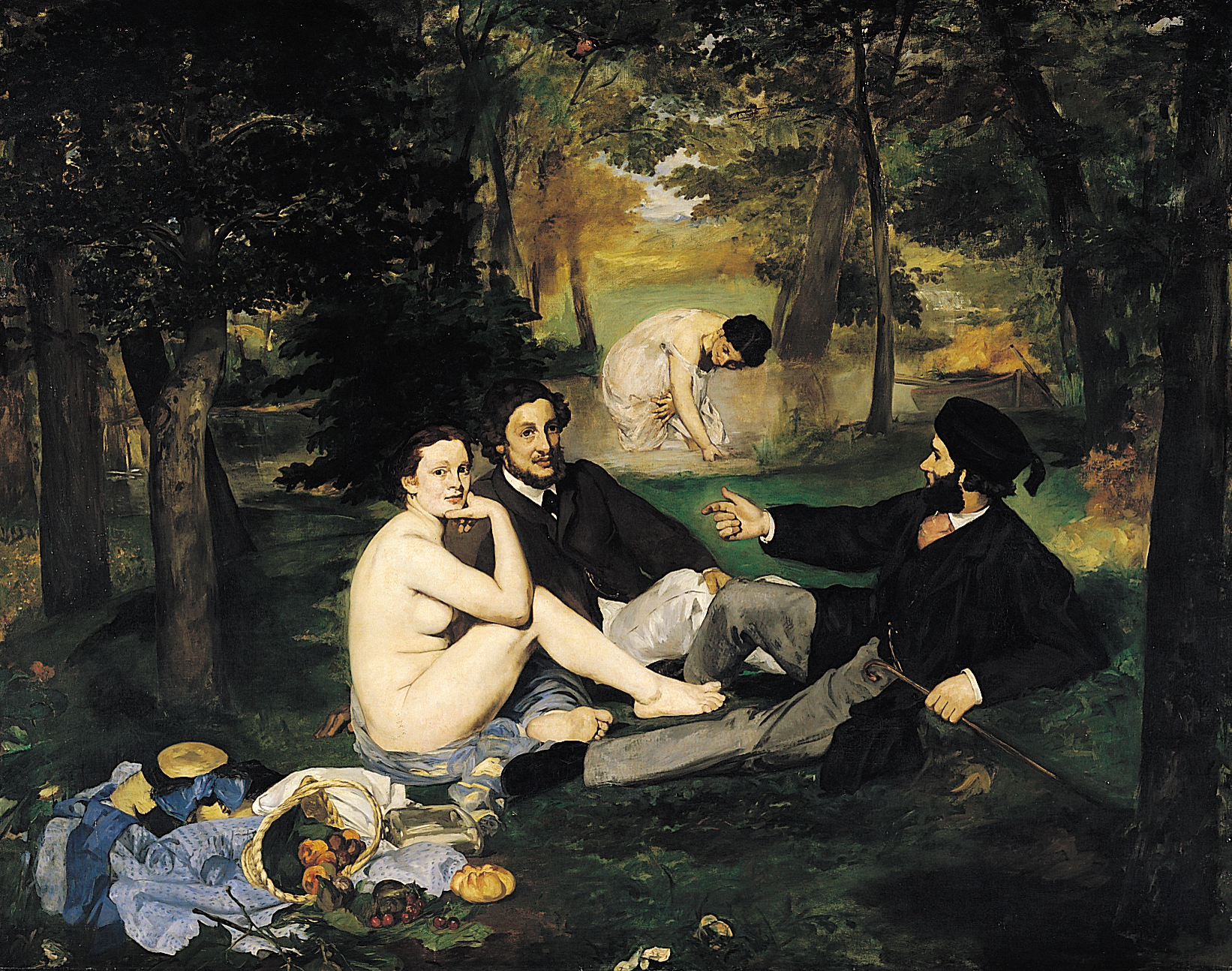
El almuerzo sobre la hierba de Manet es el escenario en el que Picasso irrumpe en la serie Picasso dans un déjeuner sur l'herbe.

Después de inspirarse de Picasso para estudiar a Velázquez, se dedica a estudiar al propio Picasso y su relación con Manet, con una nueva exposición en la Galerie 9, titulada "Por amor al arte", en la que, en una serie humorística (según informa Le Figaro) titulada “Picasso dans un déjeuner sur l’herbe » ("Picasso en un almuerzo sobre la hierba"), Picasso expresa su amor por las mujeres ocupando el lugar de uno de los personajes del famoso cuadro Le Déjeuner sur l'Herbe. Esto llevó a John Canaday a describir la serie como "seriamente hilarante" en un artículo del New York Times. Sin embargo, no se detecta "ni la ironía ni la agresividad", sino más bien "el deseo de mostrar el proceso evolutivo del arte ". Esta serie le valió el título de "virtuoso con gusto por el pastiche" en el International Herald Tribune. Braun se entregó por primera vez a la práctica de la cita pictórica reproduciendo ciertos elementos de los cuadros de Picasso en sus propias obras, como el espejo de "la chica frente al espejo" en su cuadro "Picasso en la bañera", o incluso un cuadro entero como "la cacerola esmaltada" en su díptico "Picasso à Mougin". Los críticos confirman su aprecio. Xavière Gaetan, para La Galerie des Arts, encuentra "notable [...] el homenaje, lleno de amor, rendido a Picasso ". En cuanto a Monique Dittière, de L'aurore, a propósito de esta exposición, ve en Braun "un joven líder de la Nouvelle Figuration ". El cuadro "Les invités sur l'herbe", una especie de síntesis entre su serie "Vélasquez mis à nu accompagné des ménines" y la serie "Picasso dans un déjeuner sur l'herbe" entró en la colección del Museo de Arte Moderno de París a finales de 1970.

#### Cézanne (1970)

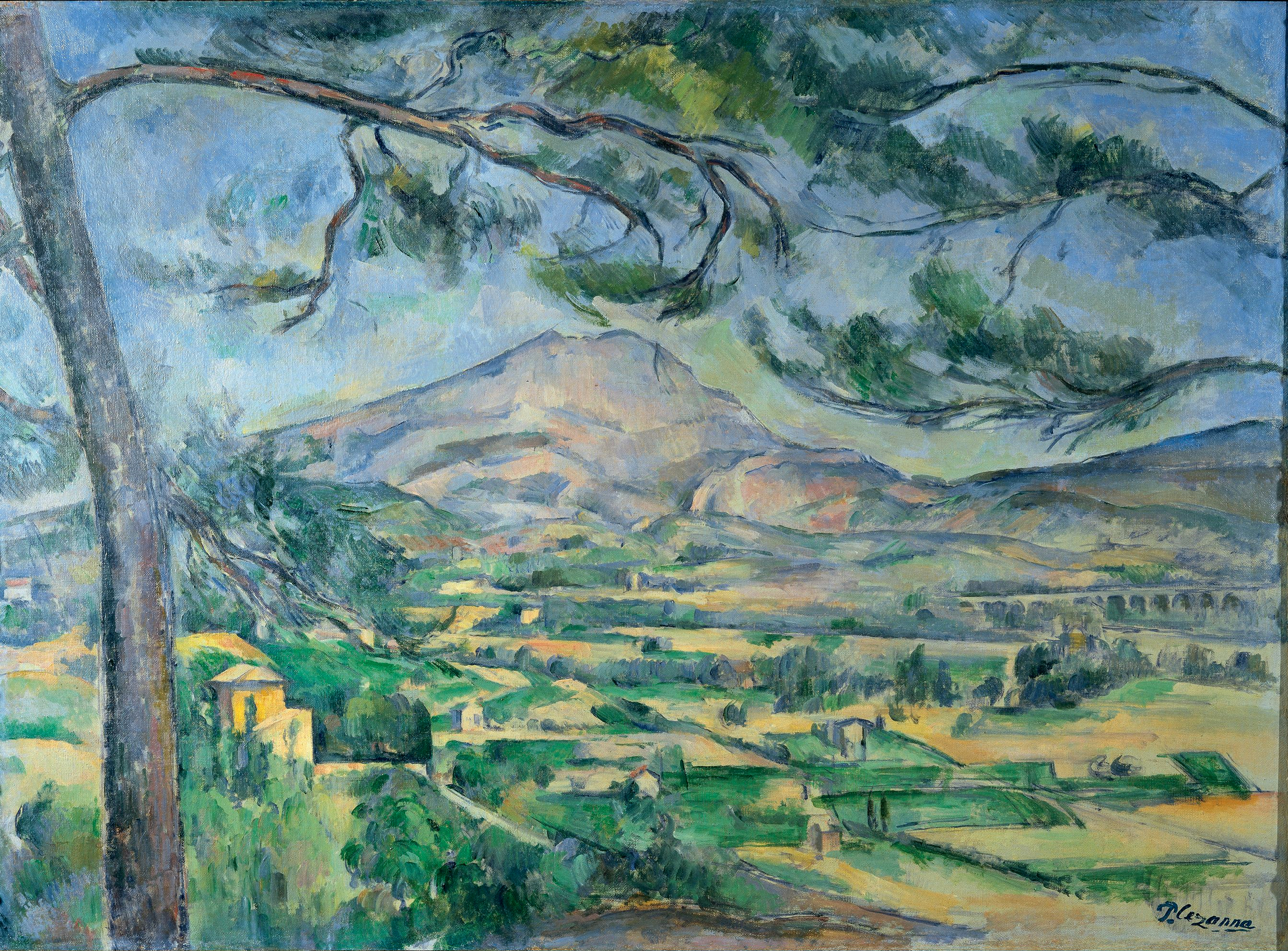
La montaña Sainte-Victoire con un gran pino de Cézanne se ha modificado en varias formas en el tríptico Une affaire de pommes n°2 (Cézanne)

Su estudio de Cézanne dio lugar a un gran tríptico en el que cada panel funciona como una viñeta de cómic. En este tríptico, Braun establece una conexión entre la manzana de Adán y Eva y las manzanas de los bodegones de Cézanne, situando a éste en el papel de "padre creador" y estableciendo un paralelismo entre la creación en sentido bíblico y la creación artística. Cada panel del tríptico representa el mismo interior en diferentes etapas de la narración. En la pared hay una reproducción de un bodegón con manzanas de Cézanne. La ventana revela un paisaje del Monte Saint Victoire, otra obra de Cézanne. Ambas obras se transforman de un panel a otro, reforzando así el efecto narrativo del conjunto. Braun ya había puesto un cuadro dentro de otro cuadro en su "Picasso à Mougin". Lo que es nuevo aquí es el uso de una ventana, una abertura, para dejar aparecer un paisaje, otra forma de insertar una pintura en el cuadro. Esto es algo que utilizaría mucho cuando se convirtió en Braun-Vega y probablemente no sea ajeno a la elección del título "Ventanas del arte, del alma y de la vida" por parte del crítico de arte Christian Noorbeergen para la última exposición organizada en vida del artista en la Casa de la UNESCO de París en 2018.

#### Ingres (1971-1972)

El baño turco de Ingres fue objeto de estudio de Herman Braun en su serie El Baño Turco en Nueva York.

En su serie sobre El baño turco, Braun analiza las influencias plásticas y estéticas de la obra de Ingres en ciertas tendencias del arte contemporáneo (abstracción geométrica, hiperrealismo). Esta serie, que se expondrá en la galería Lerner-Heller de Nueva York, se titula "El baño turco en Nueva York". Es la primera vez que hace una referencia a la ciudad que acoge su exposición en uno de sus cuadros ("Ingres y sus modelos en Manhattan"), pero no la última... Son muchas las primicias de esta serie, lo que tal vez explique el comentario de Picture on exhibit que saluda el "tour de force" que representan estas variaciones del "baño turco", que van desde simples dibujos hasta el uso de una gran variedad de técnicas. En efecto, entre las técnicas experimentadas por Braun en esta serie, encontramos los marcos de madera policromada que forman parte de la obra, desbordándose sobre ella y contribuyendo a su puesta en escena, técnica que reutilizaría ampliamente en los años 90, pero también los efectos de trampantojo que desarrollaría en particular en su siguiente serie sobre Poussin. Destaca la aparición, como contrapunto, de la vida cotidiana política y social contemporánea, mediante la integración de recortes de prensa. El diario peruano El Comercio, que se hace eco de las buenas críticas de la prensa especializada neoyorquina, señala en particular que William D. Case opina que, a diferencia de muchos artistas sudamericanos que tienen tendencia a la dejadez y a la caricatura, Braun supera ambas "equilibrando la ejecución espontánea con una buena dosis de planificación y desarrollando la caricatura hasta un grado comparable al de Picasso o Bacon ".

#### Poussin (1973-1974)

El rapto de las Sabinas de Nicolas Poussin se encuentra mezclado con el golpe de Estado chileno de 1973 en la serie homónima de Herman Braun.

Desde la dinámica iniciada en 1968 tras el descubrimiento de Las Meninas de Picasso, Braun no ha dejado de estudiar a los grandes maestros de la pintura, experimentando con nuevas técnicas que cada vez se suman a su bagaje. Ahora se presenta como el pintor que hizo de la pintura el tema de su cuadro. Sin embargo, explica su motivación más profunda en la entrevista en el estudio con Jorge Semprún y Eduardo Arroyo: "Alrededor de los años 1967-1968, pasé por una crisis, me pregunté por qué pintaba como lo hacía entonces, era una pintura confidencial, para especialistas. El público en general no tenía acceso a ella [...]. De ahí surgió la necesidad que sentía de claridad formal y conceptual [...] . Me sometí a la disciplina más ortodoxa posible del lenguaje visual", y es con la serie de cuadros titulada “La abducción de las Sabinas a partir de Poussin”, un estudio técnico e iconográfico del cuadro "El rapto de las sabinas" del Museo del Louvre, que la adquisición de esta claridad del lenguaje pictórico buscada por Braun se hace perfectamente evidente.
En esta serie, cuya factura fría y eficaz "a la Poussin" se baña de colores cálidos, Braun ironiza sobre nuestra "cultura de consumo" insertando trampantojos de objetos de consumo cotidianos. Pero, sobre todo, al insertar recortes de prensa como pistas para descifrar su composición, mezcla la violencia de la agresión a civiles por parte de soldados que representa el cuadro de Poussin con la violencia de los acontecimientos de su tiempo, como el golpe de Estado contra Allende en Chile, o el atentado contra la farmacia de Saint-Germain en París. En otros cuadros, también narra la situación política, económica y social de Francia. Marie-Claude Volfin, para Les Nouvelles Littéraires, señala que "contrariamente al intento del Equipo Crónica de desmitificar la noción de obra maestra, no hay parodia en la excelente obra de Herman Braun, sino una transferencia de valores ". En efecto, Monique Dittière, para L'Aurore, subraya que el estudio de los clásicos para Braun, una vez más, no es más que un pretexto para "demostrar ante todo la continuidad en el arte". De esta serie, el cuadro "Poussin au quartier de porc" entró en la colección del Fonds national d'art contemporain.

#### Rembrandt, Vermeer, Hals (1975-1977)

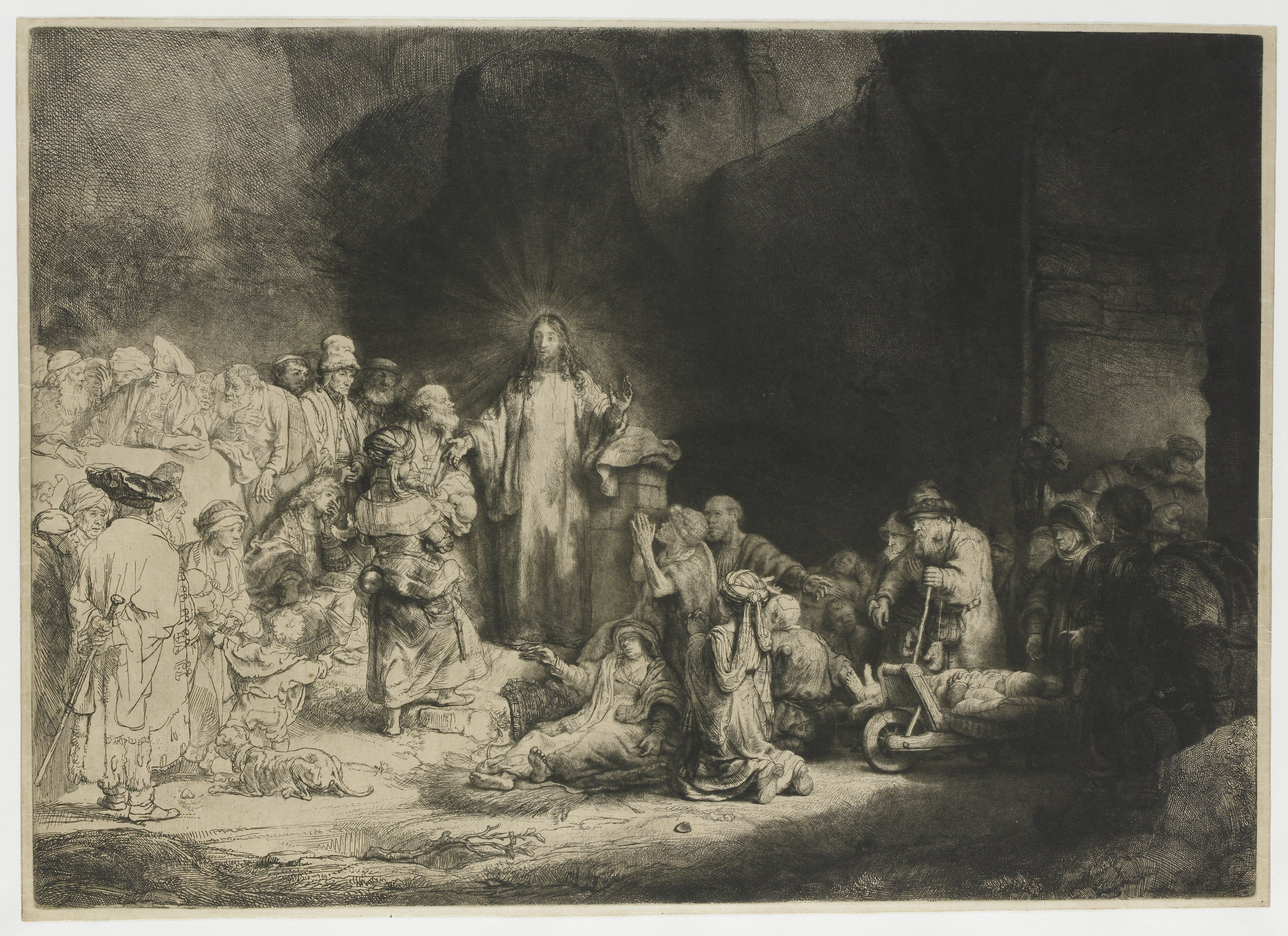
A través de La moneda de los cien florines de Rembrandt, Herman Braun aborda el problema de la falsificación en su álbum de grabados Agresiones, mutilaciones y falsificaciones.

Continuando con su exploración de los grandes maestros de la pintura, Braun estudió la obra gráfica de Rembrandt en el Louvre y el Rijksmuseum. En Ámsterdam también estudió a Vermeer y Hals. Si bien desde 1966 había optado por pintar con acrílicos, que se adaptaban mejor a su ritmo de trabajo, en lugar de con óleos, que pronto abandonó, esta vez se centró en técnicas completamente diferentes. La producción de grabados no es nueva para él, pero de las dos series que realizó en esta ocasión, la primera, un “Álbum de siete grabados (técnica mixta de grabado sobre cobre y serigrafía)” cuyo título AGRESIONES... MUTILACIONES... Y FALSOS (REMBRAUN) está motivado por una reflexión sobre las falsificaciones que afectan a la difusión del grabado, y fue realizado en colaboración con Rigmor Poenaru Archivado el 13 de junio de 2021 en Wayback Machine., Henri Patez, Baldomero Pestana y Alain Jouffroy, que escribió el texto de presentación. La segunda es una serie de pinturas de técnica mixta (acuarela, lápiz, collage y spray sobre plexiglás) titulada “El retrato de las cosas”. Aunque la técnica no volvió a utilizarse en sus obras futuras, las naturalezas muertas desempeñaron un papel considerable en lo que se convertiría en su tema recurrente del "sincretismo cultural". Con su álbum impreso, Braun confirma un fuerte sesgo político que despierta el interés de Rouge, el diario de la Ligue communiste révolutionnaire. Por primera vez estableció un paralelismo entre la lección de anatomía de Rembrandt y la foto del Che muerto, que retomaría unos años más tarde en su "Lección de campo". Braun confirma lo que ya había quedado claro en su serie Poussin: para él, el pastiche es también un medio para criticar la realidad. El Museo Nacional de Artes Visuales de Montevideo (Uruguay) posee una copia completa del álbum de siete grabados.

### Los retratos en colaboración (1978-1980)

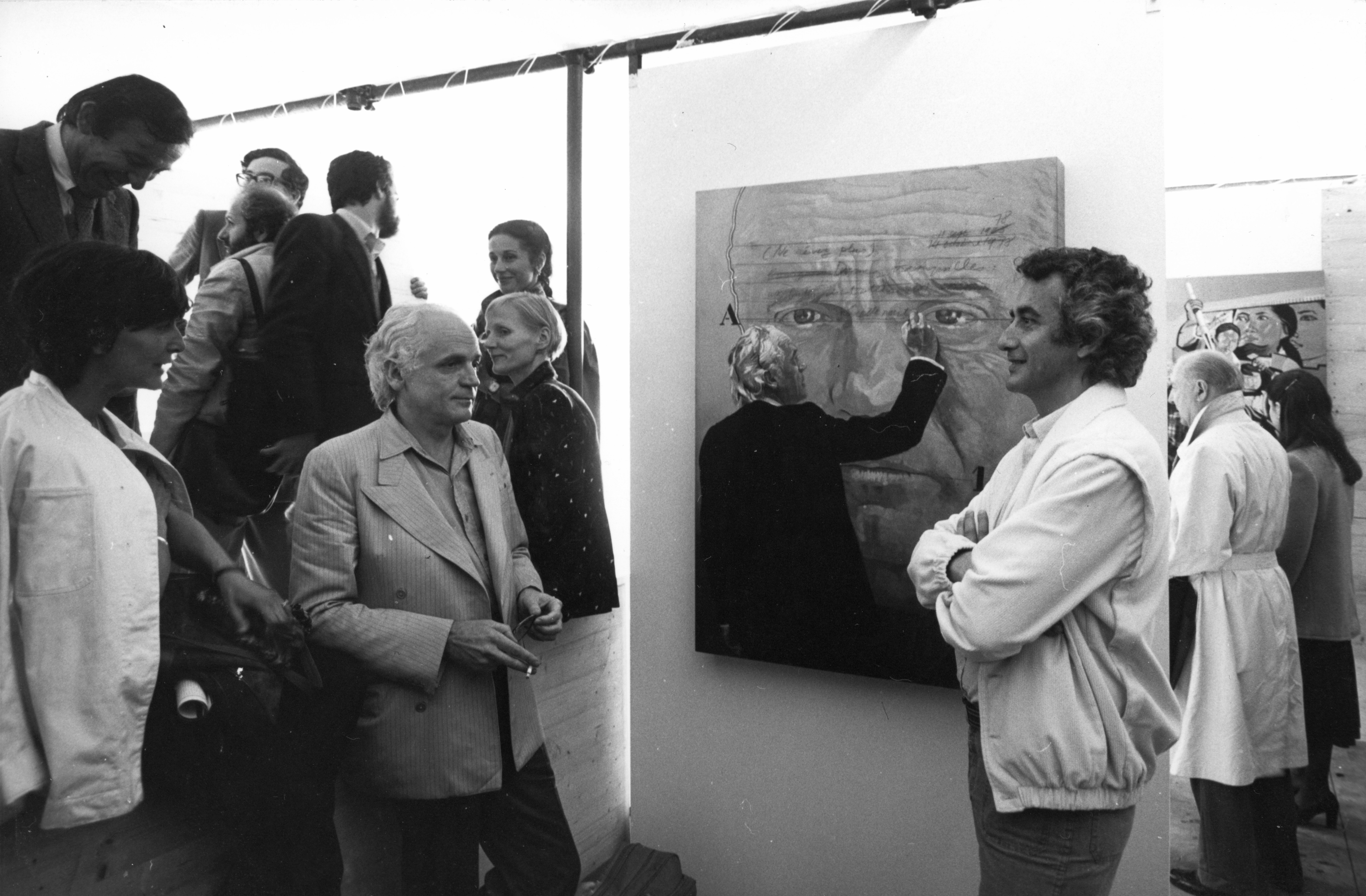
Alain Jouffroy y Herman Braun-Vega delante del retrato del primero realizado por el segundo en la 39ª Bienal de Venecia, 1980.

En 1978 comenzó a pintar retratos, especialmente, de sus amigos pintores que invitó a participar en la gestación de sus cuadros: Vladimir Veličković  y Baldomero Pestana en 1978, Wifredo Lam (colección del Fonds national d'art contemporain), Gilles Aillaud y Eduardo Arroyo en 1979), Erró en 1978-1982, Jean Dewasne en 1982, Stanley William Hayter en 1983 y Gérard Fromanger en 1984. Pintó también a numerosos escritores: Jorge Semprún, Alain Jouffroy, Julio Ramón Ribeyro, Alfredo Bryce Echenique y Jean-Michel Ribes. Fue en esta época cuando se dio cuenta del interés de la fotografía por su obra tras haber infligido largas sesiones de posado a su amigo Julio Ramón Ribeyro.
Ya había retratado a José Casals y a Pablo Neruda en 1965, pero eran retratos muy estilizados. Esta vez, persiguiendo su objetivo de claridad del lenguaje pictórico, Braun produjo retratos que "clamaban por la verdad ", entre el realismo y el hiperrealismo. Sin embargo, más allá del "virtuosismo del pintor", Maïten Bouisset, en Le Matin de Paris, subraya que el interés de estos retratos reside en la colaboración entre el pintor y el modelo, de modo que estos retratos no se limitan a reproducir el aspecto físico del modelo, sino que revelan su psicología, su entorno, sus gustos, su historia, su actividad, etc. .... Así, Arroyo compone el bodegón de la mesa que tiene delante con objetos personales, mientras que Fromanger pinta directamente sobre su retrato el confeti de colores que se escapa del periódico. Durante dos años, Braun se dedicó casi exclusivamente a hacer retratos, y luego siguió haciendo retratos ocasionales hasta 2014 con el retrato de Gilles Ghez.

### Memorias, mestizaje, sincretismo e interpicturalidad (1981-2014)

#### Mestizaje y sincretismo
Si podemos ver una forma de sincretismo en sus retratos porque son el resultado de los intercambios con sus contemporáneos, es en la exposición de 1981 en Lima donde el tema recurrente del mestizaje y del sincretismo cultural se ancla definitiva y ostensiblemente en su obra. Las obras presentadas en esta exposición son el testimonio de la culminación de la metamorfosis del pintor ("Trabajé 12 años la muestra que expongo", relata a La Prensa). Encontramos en él casi todos los elementos propiamente característicos de su futura obra:
```
   • Claridad del lenguaje pictórico
[
101
]
 
   • Apropiación sistemática de las obras de otros artistas ("Que un pintor utilice las obras de otros pintores como temas para sus cuadros no es nada nuevo. Lo nuevo es [...] hacer [...] un sistema con ellos”, Julio Ramón Ribeyro
[
102
]
).
   • Confrontación con la realidad política, social, económica, cultural o cotidiana contemporánea.
[
103
]

   • Inclusión de recortes de prensa que, más allá del efecto estético, dan indicios de la historia que el pintor se cuenta a sí mismo a través del cuadro.
```

La apropiación de la obra de un gran maestro ya no pretende ser un comentario de la obra ("Podríamos hablar [...] de metapintura, [...] pero esta definición es reductora si tenemos en cuenta la evolución de su obra", Julio Ramón Ribeyro), como en el caso de la serie "Velázquez al desnudo", sino al servicio de otro mensaje, como puede hacerse en literatura con una cita. Ahora podemos hablar de citas pictóricas. Estas se enfrentan a personajes, paisajes y objetos contemporáneos, a menudo latinoamericanos, creando así un contraste de tiempo y lugar. Esta confrontación funciona bien por analogía, como en "Bonjour Monsieur Poussin", donde la presencia de un tanque en las calles de una ciudad y el Secuestro de las sabinas de Poussin representan la agresión militar contra la población civil, o por oposición, como en "Buenos días Vermeer", donde el mundo silencioso de la Joven con aguamanil de Vermeer se enfrenta a la atmósfera de un barrio de chabolas sudamericano. De este modo, el pintor ofrece un relato irónico y crítico de su tiempo.

#### El tema Norte-Sur

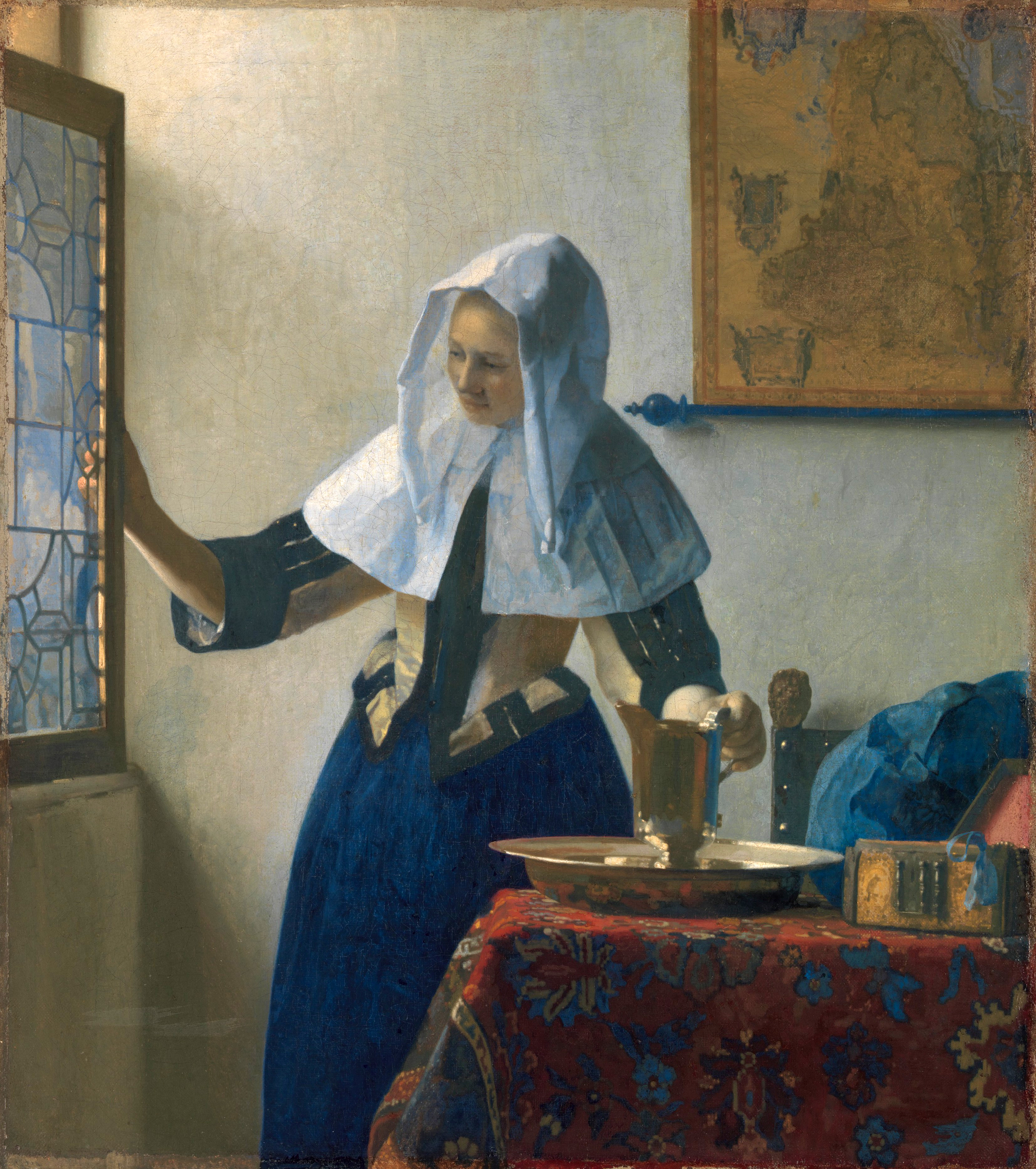
Mujer con una jarra de agua de Vermeer se convierte en la representante del Norte en el cuadro Buenos días Vermeer, una alegoría de las relaciones Norte-Sur.

A partir de 1981 aparecen, en algunas de sus obras, los puntos cardinales Norte y Sur, a veces discretamente, como en el papel que sostiene en la mano el papa Inocencio X de Velázquez en el cuadro I love the neutron Bomb, o como en el cuadro Buenos días Vermeer, en forma de grafiti sobre el borde del muro que separa el universo de Vermeer del universo latinoamericano, a veces de manera mucho más evidente con letras rojas como en el dibujo Norte-Sur de la colección FRAC Normandie Caen, o como en los dibujos El baño... según Ingres I y El baño... según Ingres II. En estos tres últimos dibujos, el eje Norte-Sur separa simbólicamente a los personajes de Ingres, personificando el Norte, y disfrutando de los placeres del baño, de los personajes contemporáneos sudamericanos que durante este tiempo se ocupan de las tareas domésticas. Así, estos dibujos son alegorías de la relación Norte-Sur donde los países del Norte disfrutan del duro trabajo de los países del Sur. Esta utilización de la confrontación de personajes extraídos de la pintura occidental y personajes de la propia realidad cotidiana del pintor para simbolizar las relaciones Norte-Sur se está convirtiendo en un tema recurrente. Es una posible clave de lectura de algunas de sus obras, aunque éstas no muestran explícitamente los puntos cardinales Norte y Sur, como es el caso del cuadro Los tramposos (según La Tour) en el que la sirvienta del cuadro El tahúr del as de diamantes de Georges de La Tour es reemplazada por una campesina peruana que simboliza la servidumbre de los países del Tercer Mundo frente a los países ricos, los tramposos alrededor de la mesa. De esta manera, el pintor da un testimonio irónico y crítico sobre su época.

#### El arte como testigo

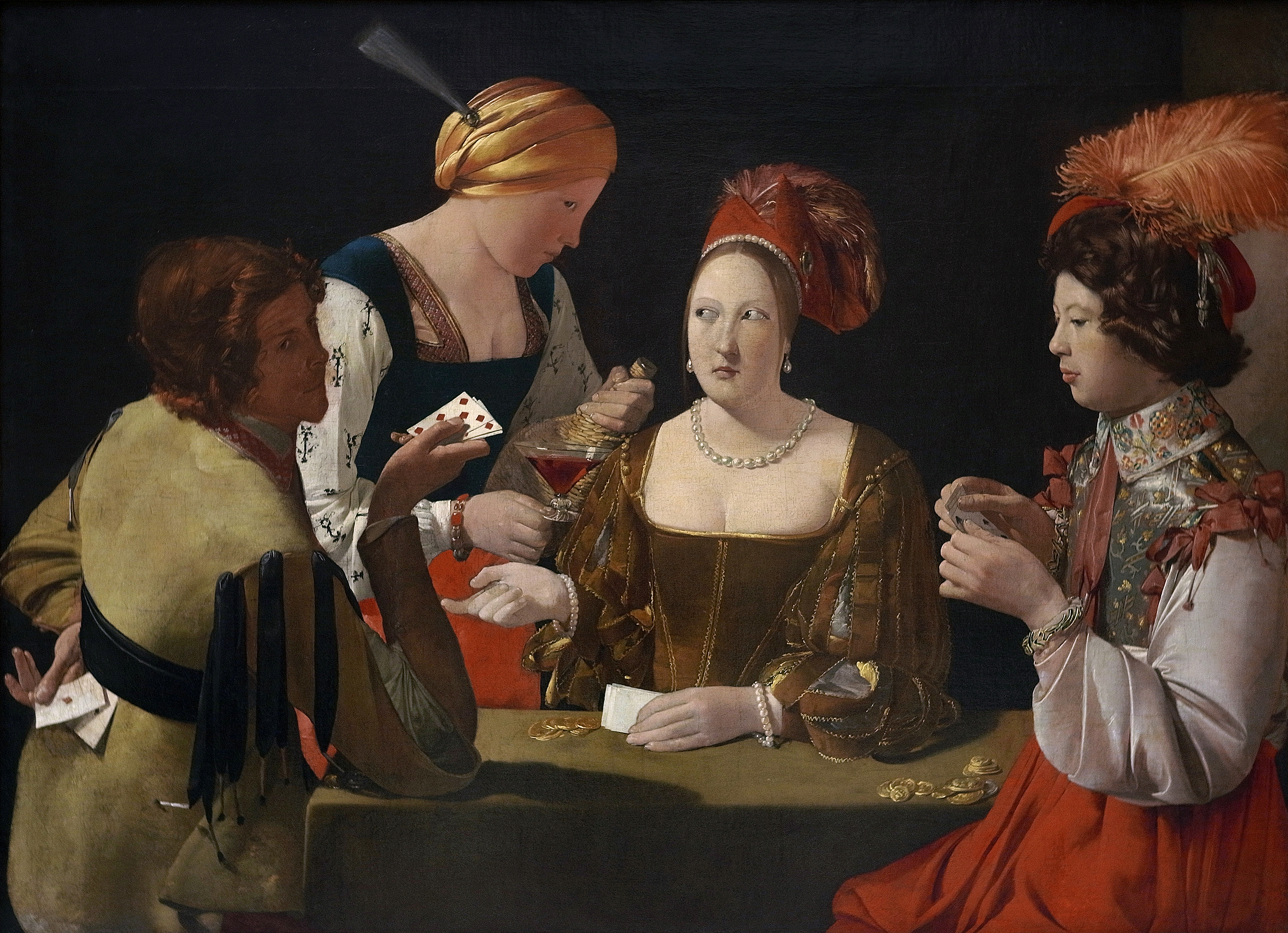
El tahúr del as de diamantes, de Georges de La Tour, se encuentra en varios dibujos, pinturas y grabados de Braun-Vega, incluyendo el que realizó con el escritor Julio Ramón Ribeyro.

A través de su arte, Braun pretende ser un testigo activo de su tiempo, independientemente de la técnica utilizada. La exploración de una nueva técnica debe ser una oportunidad para producir un nuevo efecto plástico. En 1982, dejando de lado muy temporalmente su arte de la cita pictórica para concentrarse exclusivamente en la dimensión testimonial de su obra, exploró una nueva técnica mediante la cual realizó una serie de relieves sobre papel titulada "Testimonio". En esta serie, la palabra testimonio adquiere un doble significado. Por un lado, la huella que deja sobre el papel la ropa de los civiles bajo el efecto de la prensa revela la existencia del objeto. Por otro lado, los gráficos añadidos evocan la escena de un crimen y pretenden dar testimonio de la violencia cometida contra los civiles en todo el mundo. Esta serie se expuso en la Galería Forum de Lima junto con dibujos y grabados en una muestra dedicada exclusivamente a sus obras sobre papel. Dos grabados en particular llamaron la atención de la crítica. Los realizó en estrecha colaboración con su gran amigo el escritor Julio Ramón Ribeyro.
"Para él, no se trataba sólo de pintar bien: "también era necesario no pintar para no decir nada". Jean-Luc Chalumeau.
El arte de Braun-Vega es también un testimonio de su tiempo y de la memoria histórica, con un díptico titulado "Bolívar, luz y penumbras", realizado en 1983 con motivo del bicentenario del nacimiento de Bolívar. En 1984, con motivo de la primera Bienal de La Habana, donó este díptico a su amigo Arnold Belkin para el Museo del Chopo del que era director.

#### Braun se convierte en Braun-Vega

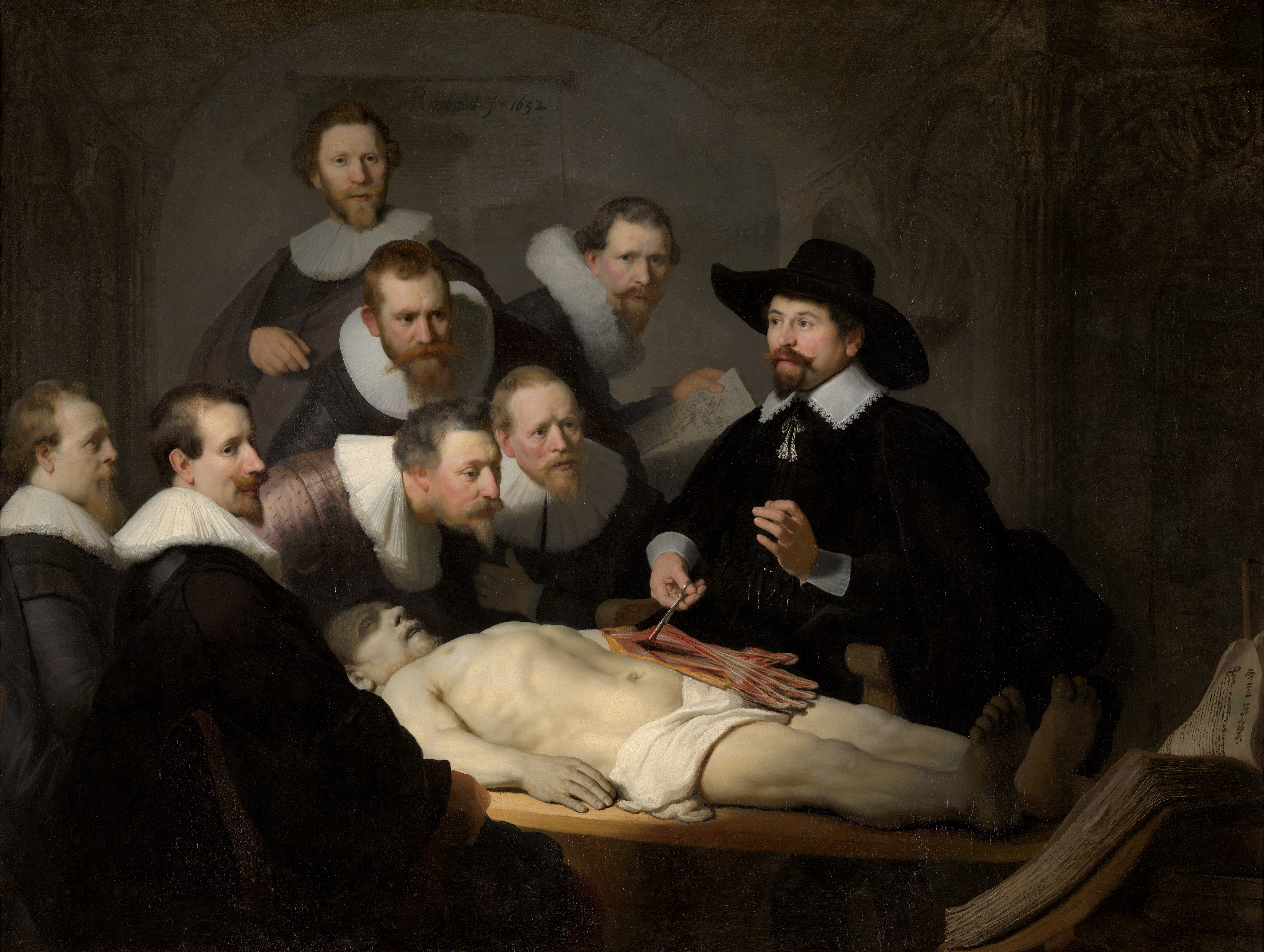
La Lección de anatomía de Rembrandt es objeto de numerosas desviaciones en la obra de Braun-Vega, como en La lección... en el campo (1984).

La producción artística de Herman Braun, cuyos recursos ya están consolidados, se desarrolla ahora en lienzos de gran formato (2m x 3m) para una exposición titulada "Paysages Mémoire" en el Théâtre du Rond-Point de París en 1984.
A partir de entonces, como para reconocer su metamorfosis, ya no firmaba HB o Herman Braun, sino Herman Braun-Vega. Al nombre de su padre austrohúngaro, añadió el de su madre peruana a la manera española, como para afirmar sus orígenes mixtos. El tema del mestizaje y del sincretismo, así asociado directamente al propio artista, permanecerá omnipresente en el resto de su obra.
Sensible a la capacidad de Braun-Vega para reproducir libremente el espíritu de los artistas de los que se nutre, el crítico Jean-Luc Chalumeau, que aprecia su "flamante irrealismo", destaca cómo utiliza el grano del lienzo sin blanquear como si fuera un color de su propia paleta. Esta es otra característica técnica recurrente en su pintura, que revela en algunos lugares la materia prima del soporte, también cuando pinta sobre paneles de madera.
Los ocho cuadros de gran formato de la serie "Paisajes de la memoria" que expuso en 1985 en la XVIII Bienal de Sao Paulo le convirtieron en "la vedette de la bienal", según el comisario de la exposición. Entre ellas, podemos citar "Why not them", una irreverente promoción de la vulgarización de la cultura, en la que la Gran Odalisca de Ingres se ofrece a la curiosidad de los niños (colección del museo de la ciudad de Maubeuge) y La lección... en el campo, inspirada en la analogía entre la lección de anatomía de Rembrandt y la fotografía de los restos del Che (colección del Memorial Latinoamericano de Sao Paulo).

#### El desnudo, revelador de diversidad

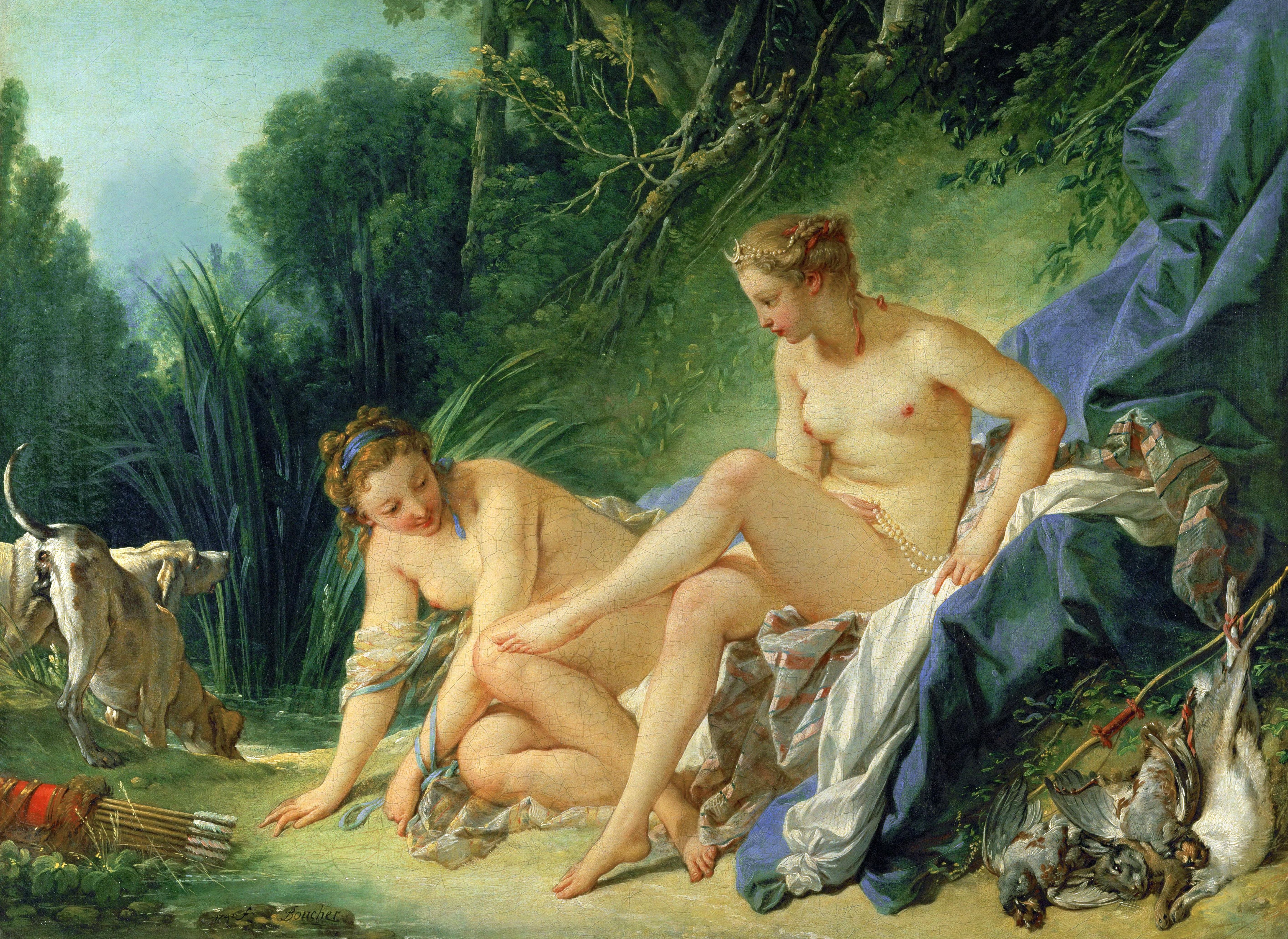
Diana después del baño de François Boucher se encuentra en presencia de desnudos mestizos en el cuadro Diane des tropiques.

En la prolongación de su serie Paisajes-memorias, su nueva exposición en 1987 en París en la galería Pascal Gabert titulada Memorias desnudas amplía su campo de investigación haciendo un amplio espacio al desnudo. Ya había desnudos en su serie Paisajes-memorias, pero de alguna manera eran impuestos por las citas de sus maestros de pintura como el desnudo del almuerzo en la hierba de Manet en el cuadro Encore un déjeuner sur le sable o la bañista de Ingres en el cuadro El baño en Barranco. Esta vez también desnuda a sus contemporáneos. Más allá de las consideraciones estéticas, es también para Braun-Vega el medio de mostrar a sus contemporáneos en su diversidad étnica.  Sorprende al espectador poniendo la Diana de François Boucher en presencia de dos mestizas desnudas y expresa así, según Julio Ramon Ribeyro, el surgimiento de un mundo multirracial y multicultural resultante del mestizaje y del sincretismo. Esto no excluye una cierta dosis de humor como en el cuadro Don Alfredo o la Venus en el cuarto rojo donde representa al novelista peruano Alfredo Bryce Echenique ajustando sus gafas para deleitarse con la vista de la Venus del espejo de Velázquez. Y esto tampoco no excluye añadir otros mensajes como en esta apropiación de Las meninas de 1987 donde sustituye en el espejo del fondo de la sala, los reflejos del rey y la reina, símbolos en este lugar de la omnipresencia del poder, por el Papa recibiendo a Kurt Waldheim y al mismo tiempo sosteniendo en su mano el periódico Libération titulando sobre la condena de Klaus Barbie. Este cuadro titulado Doble enfoque sobre occidente denuncia el poder de la Iglesia de exonerar a un antiguo nazi de sus faltas y al mismo tiempo representa la diversidad étnica existente en un país como Francia.

#### La exposición retrospectiva de Madrid.

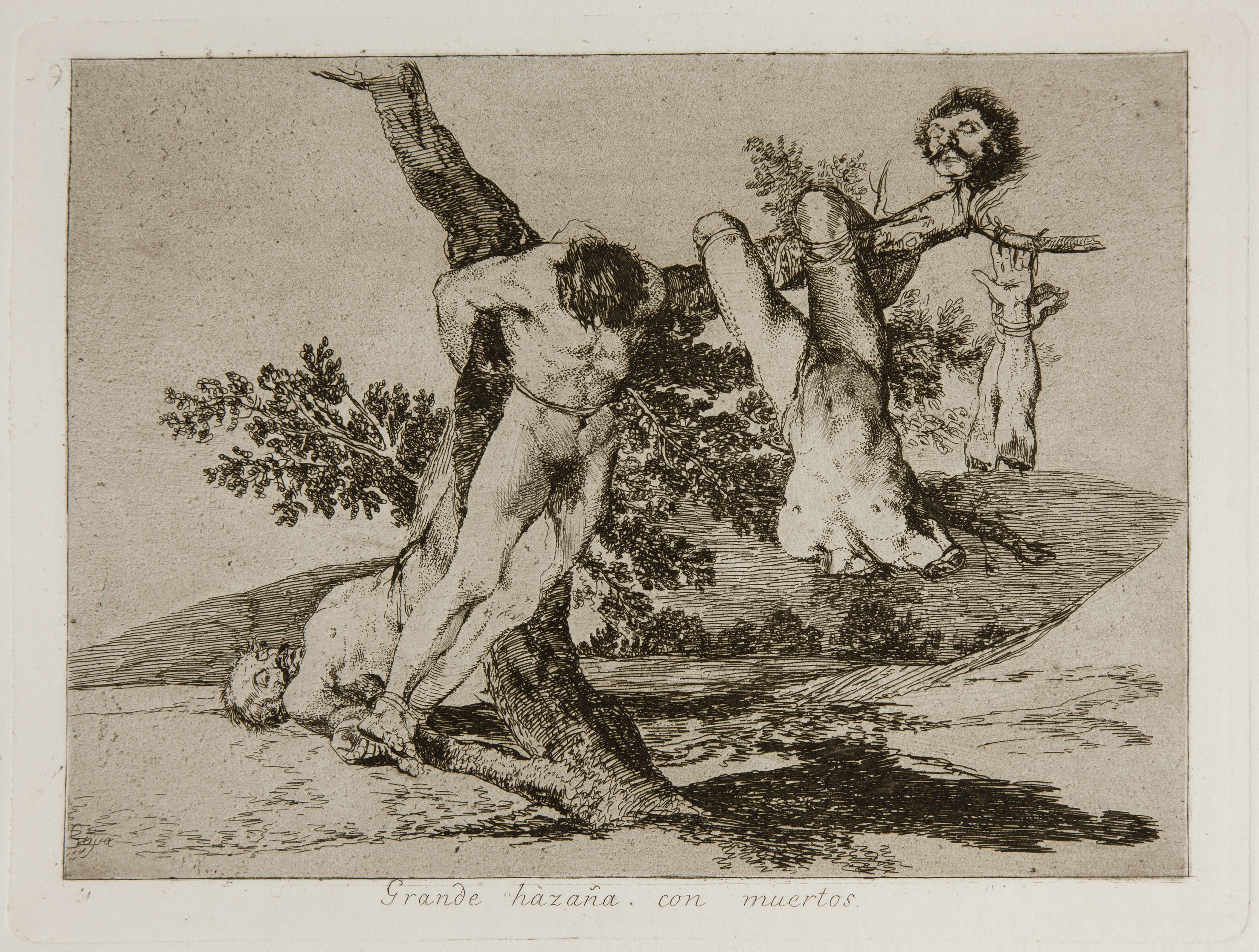
Uno de los numerosos grabados de Goya utilizados en la serie Perú-España realizada para la exposición de Madrid

Después de dos primeras exposiciones retrospectivas en Francia, en Montluçon y Chamalières en 1987 y en Maubeuge en 1989, la de Madrid en 1992 es organizada por el Centro Nacional de Exposiciones del Ministerio de Cultura Español en el Antiguo Museo Español de Arte Contemporáneo en el contexto del quinto centenario del descubrimiento de América por Cristóbal Colón, acontecimiento que del lado americano se considera más bien como el encuentro entre dos mundos. La obra de Braun-Vega, que desde 1980 hace dialogar estos dos mundos poniendo las obras de los grandes maestros de la pintura europea en contacto con la realidad cotidiana, social y política del Perú, era, pues, perfectamente adaptada para conmemorar este acontecimiento. Sin embargo, Braun-Vega produce especialmente para la ocasión una serie titulada Perú-España: memorias desnudas en la que se interesa más particularmente por las consecuencias de este encuentro, por brutal que haya sido, y por el mestizaje étnico y cultural que ha resultado. En la presentación del catálogo de la exposición, Federico Mayor, director general de la UNESCO, destaca la eficacia del vector pictórico que son las obras de Braun-Vega para despertar las conciencias de Europa a las realidades de América Latina.
Por primera vez en esta nueva serie aparecen referencias al columnista peruano Felipe Guamán Poma de Ayala, mestizo que recorrió el Perú para testimoniar las condiciones de vida de los indígenas bajo la dominación española. Las transferencias de tinta de los dibujos de Felipe Guamán Poma de Ayala difuminan la frontera entre las referencias históricas que se encuentran allí y las referencias artísticas a los grabados de Goya, entre la historia de la colonización española y la actualidad de las transferencias de artículos de prensa. Una de las pinturas de esta serie, dedicada a Inca Garcilaso de la Vega, otra figura del mestizaje, que a diferencia de Felipe Guamán Poma de Ayala, dejó el Perú para irse a vivir a España, forma parte de la colección de la Casa de América de Madrid. Otro, titulado La Realidad...es Asi! n° 2 se incorporó a la colección del Museo del Hotel Bertrand de Châteauroux. Gran parte de las otras pinturas de esta serie fueron adquiridas por los museos Ralli y en particular, el tríptico La familia Informal que se encuentra en la exposición permanente del museo Ralli Marbella en España entre las cinco obras clave para comprender la Colección Ralli.

#### Bodegones, objetos sincréticos
Braun-Vega construyó su obra en torno al sincretismo y al mestizaje artístico y cultural, étnico y político. El sincretismo se expresa, por ejemplo, cuando introduce en sus cuadros fragmentos de diferentes épocas de la iconografía de la pintura occidental, o cuando confronta desnudos europeos con desnudos mestizos de diversos orígenes. A principios de los años 1990, introduce en su obra un gran número de bodegones en cuadros, a menudo de menor tamaño, pintados sobre paneles de madera aumentados de relieves que armonizan con los volúmenes y la perspectiva del cuadro. Al hacerlo, retoma esta técnica que exploró en 1972 en su serie El baño turco en Nueva York, donde el marco es parte integral de la obra, desbordándose en ella y viceversa. Pero aun así, Braun-Vega no abandona todo lo que entretanto ha enriquecido su trabajo. Así, algunas de sus bodegones entran en diálogo con las de Cézanne como en Bodegón con Piña(1991) o Nature exotique(1993). Pero también pueden ser el primer plano de un diálogo con Toulouse-Lautrec como en La Factura (1993), Picasso como en Nature tragique n°1 o Goya como en La Realidad...es Asi! N°2 (1992) de la colección del Museo Bertrand de Châteauroux. En cualquier caso, lo que quiere subrayar el pintor a través de estos conjuntos de frutas y hortalizas más o menos exóticas es que algunos de los que nos parecen más familiares son en realidad originarios de otros continentes. La dimensión sincrética de sus bodegones, la reivindica sin descanso, incluso mucho más tarde cuando hace aparecer una bodegón en medio de una composición mucho más amplia como es el caso en el cuadro Encuentros inesperados en el Viejo Puerto.

#### Su colaboración con el Ministerio de Educación Nacional de Francia
En el contexto de un proyecto del Ministerio de Educación Nacional de Francia relativo a la educación artística que tiene por objeto hacer accesible la cultura a todos, la Academia de Orléans-Tours organiza entre 1995 y 1996 una serie de exposiciones de las obras de Herman Braun-Vega en 7 ciudades francesas (Orléans, Tours, Châteauroux, Rezé, Besançon, Bourges et Blois). Esto es porque su pintura, mientras que entrega una visión de la cultura europea que viene de otro continente, se percibe como una invitación a descubrir otras culturas, que ha interesado a los organizadores de este programa que buscaban valorizar la cultura como vector de armonía.
Braun-Vega se implicó plenamente en el proyecto. Aceptó con gusto venir a explicar sus cuadros a los alumnos de las escuelas que visitan las exposiciones. Testimoniaba de sus orígenes mestizos, explicando que no habría estado allí si los españoles no hubieran descubierto el continente americano, condenando no la llegada de los españoles sino solamente la violencia que la ha acompañado y reivindicando el mestizaje cultural que ha resultado y que aparece de manera evidente en sus obras. Reivindicaba el deber de memoria para evitar caer en la barbarie, haciendo de su pintura un verdadero medio de conocimiento. Los editores de libros de texto escolares, por otra parte, han notado el valor pedagógico de estas obras ya que desde 1984, decenas de libros de texto de español destinados a los alumnos franceses están ilustrados con obras de Braun-Vega, que asumía concienzudamente su papel de artista pedagogo, llegando incluso a participar en las actividades de los alumnos.

#### El maestro de la interpicturalidad
Al comentar su cuadro Músico en el mercado, Braun-Vega declaró a mediados de los años 1990 que quería liberarse de sus habituales referencias a la iconografía occidental, conservando únicamente las mezclas de estilos descritas por Jean-Luc Chalumeau.  Decía que había decidido "heredar" de sí mismo, concentrándose en el aspecto formal de su propia herencia, como se puede ver en algunas de sus bodegones donde no se encuentra contenido social o político, ni referencias a la iconografía occidental. Es el caso, por ejemplo, de Nature méditerranéenne (1993), Compotier aux chirimoyas (1994), o Mercadillo (1995), pero estos ejemplos siguen siendo la excepción. De hecho, el artista quedó "atrapado", como él mismo dijo, por sus inclinaciones naturales.
Y en efecto, aparte de sus retratos, sus obras a partir de 1980 contienen casi sistemáticamente citas pictóricas. De modo que para algunos críticos, el apropiacionismo constituye la característica principal de su obra. Esta característica le valió ser calificado de "maestro de la interpicturalidad" por el escritor chileno Roberto Gac, calificativo retomado por la prensa al anunciar su desaparición. Sin embargo, la apropiación practicada por Braun-Vega no solo es notable porque es sistemática. El pintor establece un diálogo con la imagen apropiada que, en un nuevo contexto, se ve cargada de un nuevo contenido, de un nuevo significado. A nivel formal, su arte del apropiacionismo también es notable por su dominio del mestizaje de los estilos. Así no es raro que la pintura de Velázquez se encuentre con la de Picasso en un mismo cuadro, siempre con la preocupación de obtener un conjunto coherente.

#### La controversia del arte líquido
El sociólogo Zygmunt Bauman lo ha calificado como uno de los más destacados exponentes del arte líquido, en su obra Vida líquida, junto a Manolo Valdés y Jacques Villeglé. Bauman, que descubrió las obras de Braun-Vega en el Carrusel del Louvre en la quinta edición de la feria Art Paris, vio encuentros imposibles entre personajes contemporáneos y otros personajes de cuadros famosos de otra época. Interpretó estos anacronismos como una pérdida de referencia en el tiempo y estimó que estas obras son representativas del mundo líquido donde el tiempo transcurre sin avanzar, donde se confunden principio y fin, progresión y regresión , aprendizaje y olvido, haciendo imposible cualquier planificación, cualquier proyecto. 
Desde la publicación del libro, Braun-Vega escribió una carta a Bauman en la que rechaza categóricamente este análisis de su obra, explicando que por el contrario se dedica desde hace 35 años a denunciar este mundo líquido, un mundo sin memoria. También envió una carta al editor que fue publicada el año siguiente en el libro Arte, ¿líquido?. En esta carta, para apoyar sus palabras, retoma una tras otra las pinturas que logró identificar a partir de las descripciones hechas por Bauman. Explica por ejemplo que el cuadro que representa al papa Inocencio X de Velázquez sosteniendo en la mano no una declaración de Juan Pablo II como en la descripción de Bauman, sino un periódico que comenta la pedofilia en la Iglesia de los Estados Unidos, se titula Que se acerquen los niños..., un título irónico que retoma una frase de la Biblia. En este cuadro, como en los demás, el anacronismo introducido por Braun-Vega no carece de fundamento. En este caso sugiere una continuidad en la historia. Detrás del papa Inocencio X el personaje sacado de un cuadro de Caravaggio que estaba protegido por los dignatarios del Vaticano a pesar de su vida disoluta recuerda que la Iglesia siempre ha tenido una actitud hipócrita con respecto a la sexualidad. Braun-Vega, cuya obra se construye en reacción al mundo líquido para luchar contra el sinsentido y el olvido, concluye en su carta que su arte está en las antípodas de la cultura líquida definida por Bauman.

#### El pintor de la memoria
Según Braun-Vega, nos falta memoria. Los dramáticos acontecimientos de la actualidad demuestran que no sabemos extraer lecciones del pasado. Por lo tanto, es para alertarnos que decide fijar la memoria de algunos de estos eventos en sus cuadros gracias a transferencias de tinta de recortes de prensa. Quiere transmitir esta memoria y, para llegar al público más amplio posible, el pintor busca activar la memoria del espectador adoptando "la estrategia de las tres memorias" que representan diferentes puertas de entrada de acceso más o menos fáciles al contenido de sus cuadros. Braun-Vega distingue la memoria cultivada o histórica a través de la iconografía de los grandes maestros, la memoria social y política a través de la introducción de situaciones contemporáneas y también la memoria de la experiencia individual, de lo cotidiano. Mientras que la primera es principalmente accesible a las personas cultas que reconocerán las referencias a la historia del arte o que serán interpeladas por una sensación de déjà vu, la memoria social y política es solicitada en cualquier persona con curiosidad para descifrar las transferencias de recortes de prensa. Por fin la memoria del diario es accesible incluso para los niños que reconocerán sin dificultad lo que se representa gracias al lenguaje pictórico claro adoptado por Braun-Vega.

#### Los juegos de las filiaciones

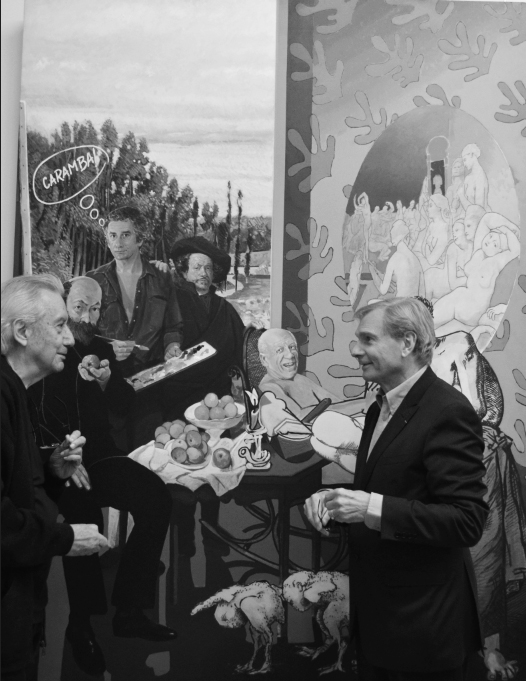
Herman Braun-Vega (izquierda) con el crítico de arte Jean-Luc Chalumeau delante del cuadro ¡Caramba!

Después de una serie de exposiciones tituladas Memorias entre 2005 y 2009, siguió una serie de exposiciones tituladas Memorias y filiaciones entre 2010 y 2015. Desde que comenzó a hacer referencias explícitas a la historia del arte, Braun-Vega se interesó por las filiaciones artísticas que existen entre los grandes maestros de la pintura. Ya había revelado explícitamente sus maestros en pintura en 1983 en su cuadro ¡Caramba! respondiendo a la llamada de Jean-Luc Chalumeau para una exposición colectiva titulada Tal pintor, ¿Qué Maestros?. Pero en sus últimos años buscó de manera recurrente poner de relieve las filiaciones que tejen su obra. Así que su cuadro ¿Que tal? Don Francisco en Burdeos o el sueño del Novillero fue motivado por la influencia sucesiva de Velázquez sobre Goya, luego de estos dos sobre Monet y finalmente de Monet sobre Manet. En el cuadro Paul retocando un cuadro de Henri, se trata de relaciones entre Gauguin y Matisse. Y es la doble relación de amistad y rivalidad entre Matisse y Picasso que pintó en el cuadro Don Pablo Baila un huayno (Danza Andina de la sierra Peruana) Bajo la Mirada sorprendida de Matisse. Braun-Vega considera que los pintores forman una gran familia y es de esta familia de la que se habla en su Autorretrato en familia donde se representa junto a Picasso, Velázquez y Rembrandt.

## Distinciones y homenajes

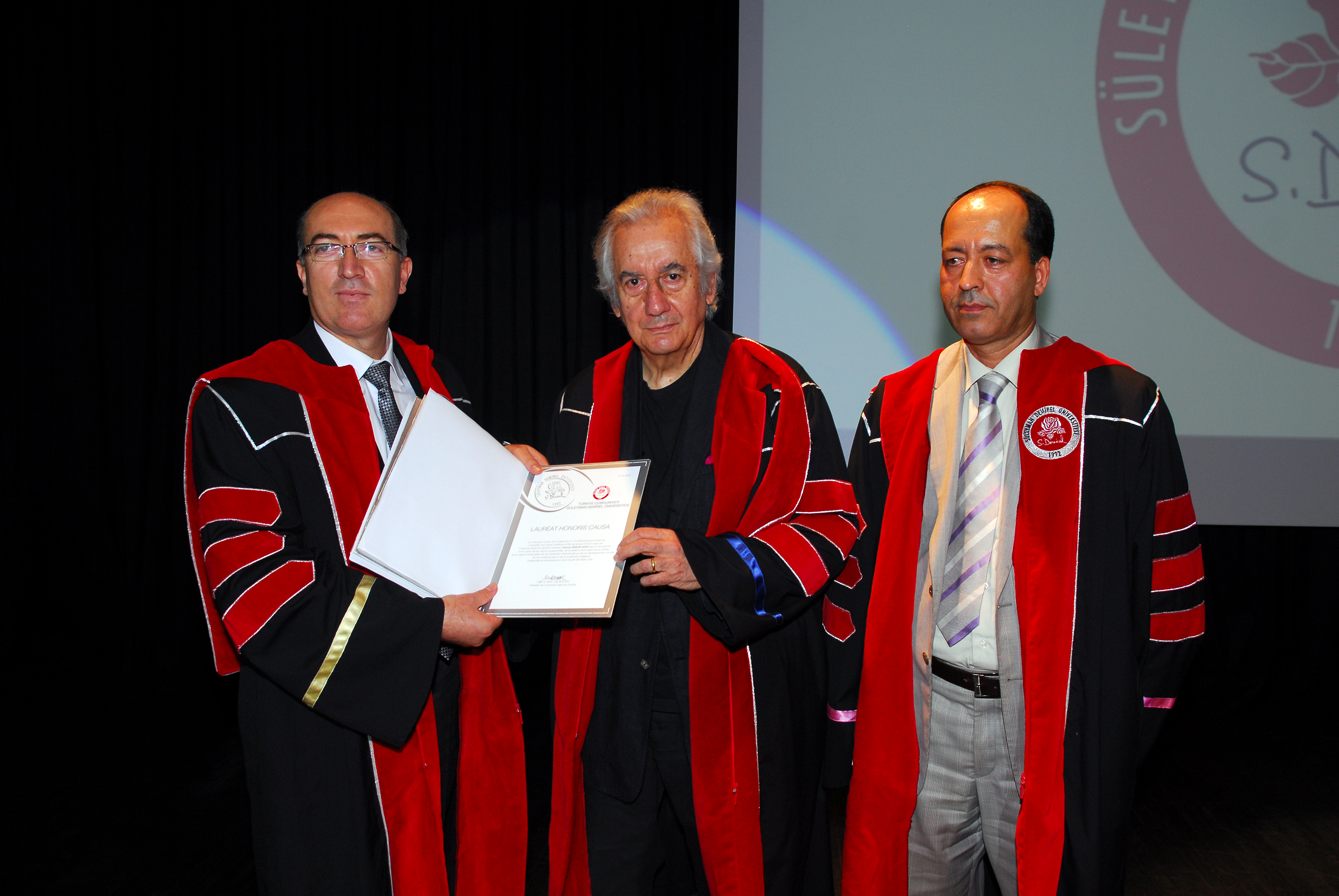
Herman Braun-Vega recibe su diploma de Doctor honoris causa de la Universidad Süleyman Demirel en Isparta, Turquía.

- 1976 — Medalla del Jurado en la 4ª Exposición Internacional de Grabado de Frechen, República Federal de Alemania.[182]
- 1981 — Mención en grabado del jurado de la IV Bienal Americana de Artes Gráficas de Cali, Colombia.[183]
- 2009 — Doctor honoris causa por la Universidad Süleyman Demirel (en inglés) de Isparta, Turquía.
- 2010 — Gran Oficial de la Orden El Sol del Perú "Al Mérito por Servicios Distinguidos".
- 2017 — Gran Cruz de la Orden El Sol del Perú "Al Mérito del Servicio Diplomático del Perú José Gregorio Paz Soldán".[184]
- 2019 — Treinta y tres artistas le rinden homenaje con la exposición Herman Braun-Vega: vida y expresión de un artista del mestizaje en el Centro Cultural de la Pontificia Universidad Católica del Perú.[185]

## Exposiciones individuales
- 1965: Galería Jueves, Lima.[186]
- 1966 : HB66 : pinturas acrilicas, Instituto de Arte Contemporáneo, Lima.
- 1969: Vélasquez mis à nu, Galerie 9, París. Galerie Club 44, La Chaux-de-Fonds, Suiza.
- 1970: Pour l'amour de l'art, Galerie 9, París. Galería Carlos Rodríguez, Lima.
- 1971: Vélasquez, Manet, Cézanne, and Picasso Revised, Jack Misrachi Gallery, Nueva York. Art Gallery of the Organization of American States, Washington.
- 1972: Le bain turc à New York d'après Ingres, Lerner-Misrachi Gallery, Nueva York.
- 1975: L'enlèvement des sabines d'après Poussin, Galería Isy Brachot, Bruselas.
- 1976: Galería Lucien Durand, París.
- 1977: Rembraun: Agresiones, mutilaciones et falsificaciones, Galería Lucien Durand, París. Galería Krikhaar, Ámsterdam.
- 1980: Representó a Perú en la 39.ª Bienal de Venecia, Italia.
- 1981 : Portraits de peintres, Galerie Lucien Durand, París. Galerie Mâcon, Mâcon, Francia. Buenos días señor..., Galería Camino Brent, Lima.
- 1982: Papeles, Galería Forum, Lima.[114]
- 1984: Paysages-Mémoires, Théâtre du Rond-Point, París.
- 1985: Memorias, Galería Camino Brent, Lima.[187] 18.ª Bienal de São Paulo, Brasil.[188]
- 1986: CAYC, Buenos Aires.[189] Museo de Artes Visuales, Montevideo.[190]
- 1987: Mémoires dénudées, galerie Pascal Gabert, París. Retrospectiva, Château et parc de la Louvière, Montluçon, Francia. Galerie d'Art Contemporain, Chamalières, Francia.
- 1988: Feurs, France. La Galería, Quito.[191] Paisajes Memorias, Museo de Arte Italiano, Lima.
- 1989: Casa del Moral, Arequipa, Perú. Casa Ganoza, Trujillo, Perú.[192] Rétrospective, Musée Henri Boez, Maubeuge, Francia.[193]
- 1990: Galería Pascal Gabert, París.
- 1992: Retrospectiva, Museo Español de Arte Contemporáneo, Madrid.[194]
- 1993: Galerie d'Art Contemporain, Chamalières. Galerie Pascal Gabert, París.
- 1994: Natures Mortes, Galerie Pascal Gabert, París.[195]
- 1995 : Académie Orléans-Tours, Orléans. Bibliothèque municipale, Tours. Musée Bertrand, Châteauroux. A.R.C., Rezé. Galerie Écritures, Montluçon.
- 1996 : IUFM, Besançon. Container 96, 'Art Across Oceans', Copenhagen. Maison de la Culture, Bourges. Galerie Pascal Gabert, París.
- 1997 : Maison du Loir-et-Cher, Blois. Cellier de Loëns, Chartres. Arte B.A. 97, Buenos Aires. Galería de Santi, Buenos Aires.
- 1998 : Galerie WAM, Caen. Corderie Royale, Rochefort.
- 1999 : Galerie du Centre, París. Nohra Haime Gallery, New York.
- 2000 : 22e Moussem Culturel d'Assilah, Arcila, Marruecos.
- 2000-2001: Museo Ralli, en la ciudad de Cesarea (Israel).
- 2001: Ethnologisches Museum, Berlín.
- 2001: Instituto Ibero-Alemán.
- 2001: Galería Wam, de Caen.
- 2001: Espacio Julio González, de Arcueil
- 2002: Maison de l'Amerique Latine, París.
- 2002: Galería du Centre, París.
- 2002: Centro Cultural de la PUCP, en Lima.
- 2003: Artparis, Carrousel du Louvre.
- 2004: Galería Le Garage, en Orleans (Francia).
- 2005: Galería Espace Croix-Baragnon, Toulouse.
- 2005: ST'ART, en Estrasburgo.
- 2005: Galeris IUFM-Confluences, en Lyon.
- 2005: Galería du Centre, en París.
- 2006: Galería Dart, en Barcelona.
- 2006: Museo del Castillo de Valderrobres.
- 2006: Museo del Castillo de los Duques de Wurtemberg, en Montbeliard.
- 2012: Museo Tessé, Le Mans.
- 2018: Sede de la Unesco, París.
- 2022: Centro Cultural Anis Gras, Arcueil,(Francia).